# Джемайли, Арбенит
Арбенит Джемайли (алб. Arbenit Xhemajli; 23 апреля 1998, Бругг, Швейцария) — косоварский футболист, защитник албанского футбольного клуба «Эгнатия». Выступал за национальную сборную Косово.

## Клубная карьера
3 июля 2017 года Арбенит Джемайли присоединился к швейцарскому клубу «Ксамакс», выступавшему тогда в Челлендж-лиге. 12 августа того же года он дебютировал за него в гостевом матче первого раунда Кубка Швейцарии против команды «Монфокон», завершившемся разгромом хозяев со счётом 21:0, выйдя в стартовом составе.
4 сентября 2020 года Джемайли подписал двухлетний контракт с клубом «Сандерленд».
5 августа 2022 года Джемайли подписал двухлетний контракт с клубом «Вадуц», выступающим в швейцарской Челлендж-лиге. Девять дней спустя он дебютировал в домашнем матче против «Туна», в котором команда уступила со счётом 2:4.

## Карьера в сборной
14 марта 2018 года Арбенит Джемайли был вызван в сборную Косово до 21 года на квалификационные матчи чемпионата Европы 2019 года среди юношей до 21 года против сверстников из Азербайджана и Германии. 22 марта 2018 года защитник дебютировал за команду в игре с азербайджанцами, выйдя на замену на 81-й минуте.
23 мая 2018 года Джемайли был впервые вызван в главную национальную команду для участия в товарищеском матче с Албанией, где он был в числе запасных, так и не вышедших на поле. 10 октября 2019 года защитник дебютировал за сборную Косово в товарищеской игре с Гибралтаром.

## Статистика

### Клубная
| Клуб             | Сезон            | Лига             | Лига | Лига | Кубок | Кубок | Еврокубки | Еврокубки | Другие | Другие | Всего | Всего |
| Клуб             | Сезон            | Лига             | И    | Г    | И     | Г     | И         | Г         | И      | Г      | И     | Г     |
| ---------------- | ---------------- | ---------------- | ---- | ---- | ----- | ----- | --------- | --------- | ------ | ------ | ----- | ----- |
| Ксамакс          | 2017/18          | Челлендж-лига    | 6    | 0    | 1     | 0     | —         | —         | —      | —      | 7     | 0     |
| Ксамакс          | 2018/19          | Суперлига        | 17   | 0    | 2     | 0     | —         | —         | —      | —      | 19    | 0     |
| Ксамакс          | 2019/20          | Суперлига        | 4    | 0    | 0     | 0     | —         | —         | —      | —      | 4     | 0     |
| Ксамакс          | Всего            | Всего            | 27   | 0    | 3     | 0     | —         | —         | —      | —      | 30    | 0     |
| Всего за карьеру | Всего за карьеру | Всего за карьеру | 27   | 0    | 3     | 0     | —         | —         | —      | —      | 30    | 0     |